# 大学職員
大学職員（だいがくしょくいん）とは、学校職員のうち、特に大学・短期大学・大学院において、所属機関の管理運営や企画・政策の立案・推進、教育研究活動の支援・実施、事務・労務等に従事する者を指す。

## 日本における大学職員
主に事務職員や技術職員が該当するが、場合によっては教員として扱われない助手や附属施設の司書・学芸員などを含むこともある（助手について、学校教育法では「助手は、教授及び助教授の職務を助ける」と定められている。教育公務員特例法では、助手の位置付けが明確でなく、教員であるかどうかは議論が分かれる）。
広義の学校職員と同様に、大学職員に教授、准教授、講師などの教育研究従事者を含めて、大学に勤務する者の全員を指す場合もあるが、この場合は「教職員」という表現を用いることが多い。また、事務職員との区別を明確にするため、教育研究活動従事者は、「教育職（員）」（教員）と呼ばれる。

### 採用
2003年度まで、国立大学の職員は国家公務員であり、人事院が行う国家公務員採用試験の合格者から採用を行っていた。しかし、2004年の国立大学法人法の制定によって非公務員化され、現在では地区国立大学法人等職員採用試験委員会が行う独自の「国立大学法人等職員統一採用試験」によって採用する方式に移行している。なお、採用試験は「事務系」（事務・図書）、「技術系」の区分によって行われる。
公立大学法人についても、従来は自治体職員として採用されていたが、現在では地方独立行政法人化が進み、地方公務員ではなくなっている。近年ではプロパー（生え抜き）として大学組織内でキャリアを積んでいく形の職員が増えつつある。
私立大学の場合は大学の設置者である学校法人が独自に職員募集を行い採用試験を実施する。待遇面で安定したイメージがあることもあってか応募者が多く、高倍率で難関と言われている。一方、少子化で減収が予想されることから、派遣社員や非正規職員の採用・活用が増加している。

### 現状
従来は、教授会・評議会といった教育研究従事者を中心に構成される学内の意思決定機関の決定に基づき、その実務を遂行する従属的性格の濃い職であった。しかし近年は学生募集によりいっそうの工夫が求められ、理念的には能動的な大学経営への参画が求められつつある。
諸外国の大学では、教員の解雇や身分変更などを含めた強い人事権を大学職員に与えて大学運営を行っている場合や、学生募集においてアドミッションオフィサーなどの専門職が社会的に認知・確立されているなど、大学職員を取り巻く環境も先進的である。
日本では国公立大学においては教員が大学自治の主体者という風潮が根強く、職員が大学運営を主体的に担うのは珍しい。一方、私立大学では逆に経営という側面が根強く、理事会の主導の下、職員によるリーダーシップが取られることが多く、特に最近では諸外国なみにシフトしてきている。

### 職域
大学職員が担う職域は非常に幅広く、学校法人や大学の管理運営業務をはじめ、カリキュラム・教育制度の企画立案・改革推進、研究活動支援、学生指導、進路開拓、広報・学生募集、ICTの教育活用など多岐にわたる。「講義は教授、事務は職員」というイメージが強いが、最近では具体的な教育指導に関与するケースもあり、今後こうした傾向は広がることが予想される。
また、これまで新卒で採用し、一般企業の総合職同様に数年間で部署を異動させ、ジョブローテーションを通じて大学運営に関する総合的な識見・技能を修得させるケースが多いが、最近では民間企業経験者を中途採用するケースも増えつつある。
また、大学職員の行政管理能力向上や、アドミニストレーターとしての識見を持つ人材育成が必要との観点から、大学職員による学会や大学院・研究センターなどが設立されるなど、大学職員の専門性向上に向けた取り組みが進みつつある。

## ヨーロッパにおける大学職員

### ドイツ
ドイツの大学では大学管理機関として合議制の評議会や大評議会が置かれていることが多い。評議会や大評議会は、大学教授、大学職員、学生などの各代表と学長などで構成される。
評議会や大評議会ではなく大学評議会が設置されることもある。バイエルン州の場合、大学評議会は教職員や学生から選出された評議員の構成員10名と学外の有識者10名からなる。
通常、大学の執行機関は独任制の学長もしくは総長、合議制の学長部もしくは総長部からなる。学長部もしくは総長部は学長（または総長）と副学長（または副総長）とともに事務局長で構成される。

### フランス
フランスの大学の執行機関は学長、副学長、事務総長の三者からなる。

### イタリア
イタリアの大学では事務総長は理事会によって任命される。従来は執行機関として事務局長が置かれていたが、2010年の大学改革法により経営に関する有識経験者から事務総長を選任することとなった。